# Thomas Rickman (Drehbuchautor)
Thomas „Tom“ Rickman (* 8. Februar 1940 in Sharpe, Kentucky; † 3. September 2018) war ein US-amerikanischer Drehbuchautor und Filmregisseur.

## Leben
Thomas Rickman wurde Anfang der 1970er Jahre als Drehbuchautor tätig. Er wurde bekannt durch Filme wie Massenmord in San Francisco (1973) und Um Kopf und Kragen (1978). Für Nashville Lady war er 1981 für einen Oscar in der Kategorie Bestes adaptiertes Drehbuch nominiert.
1984 wurde er mit dem Film Nur der Tod ist umsonst auch als Regisseur tätig. Für die TV-Biografie Truman wurde er 1996 für einen Emmy nominiert. 1999 schrieb er das Buch zu Dienstags bei Morrie. Für die TV-Biografie The Reagans gab es erneut eine Emmy-Nominierung. Beim Fernsehfilm Gerechtigkeit um jeden Preis (2001) hatte er wieder auch die Regie inne.
Er starb 2018 an Krebs.

## Filmografie (Auswahl)
- 1972: Round Up (Kansas City Bomber)
- 1973: Massenmord in San Francisco (The Laughing Policeman)
- 1978: Um Kopf und Kragen (Hooper)
- 1980: Nashville Lady (Coal Miner’s Daughter)
- 1984: Nur der Tod ist umsonst (The River Rat, + Regie)
- 1988: Ein Leben voller Leidenschaft (Everybody’s All-American)
- 1995: Truman
- 1999: Dienstags bei Morrie (Tuesdays With Morrie)
- 2000: Die Prophezeiung (Bless the Child)
- 2001: Gerechtigkeit um jeden Preis (A Mother’s Fight for Justice, + Regie)
- 2003: The Reagans
- 2008: Tics – Meine lästigen Begleiter (Front of the Class)